# Leo Stern
Leo Stern (eigentlich Jonas Leib Stern; * 26. März 1901 in Woloka bei Wyschnyzja, Österreich-Ungarn; † 2. Januar 1982 in Halle/Saale) war Kommunist und einer der bekanntesten Historiker der DDR. Er war von 1953 bis 1959 Rektor der Martin-Luther-Universität Halle-Wittenberg.

## Leben

### Von der Bukowina nach Wien
Leo Stern wurde 1901 in einem Dorf bei Czernowitz in der damals zur österreichisch-ungarischen Doppelmonarchie gehörenden Bukowina als eines von zwölf Kindern, darunter vier Söhnen, in eine kleinbäuerliche jüdische Familie geboren. Zwei seiner Brüder, Manfred und Wolf, wurden später ebenfalls Kommunisten. Manfred wurde als General Kléber im Spanischen Bürgerkrieg bekannt. Wolf nahm in der DDR bedeutende Funktionen ein.
Nach dem Besuch der Volksschule und des Gymnasiums in Czernowitz legte Stern 1921 die Reifeprüfung (Matura) ab. Schon während der Schulzeit trat er der Sozialistischen Arbeiter-Jugend bei. 1921 ging er nach Wien, wo er ab dem 14. Oktober desselben Jahres gemeldet war. Dort schrieb er sich als rumänischer Staatsbürger unter dem Namen Jonas Leib an der rechts- und staatswissenschaftlichen Fakultät der Wiener Universität zum Wintersemester 1921/22 ein. Im gleichen Jahr trat er in die SPÖ ein. Stern studierte Rechtswissenschaften, Nationalökonomie und Geschichte. 1923 wurde Stern österreichischer Staatsbürger. Während des Studiums wurde Stern nach eigener Aussage vor allem von Carl Grünberg, dem Begründer des Archives für die Geschichte des Sozialismus und der Arbeiterbewegung, Max Adler und Hans Kelsen geprägt. 1925 promovierte Stern mit der Dissertation Die sozialökonomischen und politischen Grundlagen des Merkantilismus zum Dr. rer. pol. Nach seiner Promotion lehrte er von 1927 bis 1934 an der Wiener Volkshochschule als Dozent, war Bildungsreferent der Freien Gewerkschaften und arbeitete von 1925 bis 1932 als wissenschaftlicher Assistent bei Max Adler. Von 1925 bis 1934 leitete Stern zudem an der sozialökonomischen Abteilung der Wiener Universität die Marxistische Studiengemeinschaft. Unter den Pseudonymen F. Schneider, L. Taylor und L. Hofmeister veröffentlichte er in dieser Zeit historisch-politische Arbeiten in den Zeitschriften Der Kampf, Arbeit und Wirtschaft, Die Weltbühne und Internationale Rundschau. 1928 schloss Stern sein Studium mit dem Absolutorium ab. Er arbeitete in dieser Zeit ebenso an seiner Habilitation mit einer Arbeit Zur Staatstheorie des Marxismus. In dieser Lebensphase kooperierte Stern stark mit Ernst Fischer am linken Flügel der SPÖ. Stern nahm sowohl an der Julirevolte 1927 als auch am Österreichischen Bürgerkrieg 1934 teil, hier jedoch bereits als Mitglied der KPÖ, zu der er im Oktober 1933 übergetreten war. Dem voraus war der ideologische und politische Bruch mit Max Adler gegangen. Im Ergebnis der Februarkämpfe wurde Stern am 18. Februar 1934 von der Polizei verhaftet, kam zunächst in Polizeihaft und wurde bis zum 15. Juli 1934 im „Anhaltelager Wöllersdorf“ inhaftiert. Nach seiner Entlassung arbeitete Stern in der Agitationsabteilung der KPÖ, nach dem Verbot der Partei noch illegal in der Studienbibliothek der Wiener Arbeiterkammer und amtierte als stellvertretender Leiter der Propagandaabteilung des ZK der KPÖ.

### Emigrant und Offizier der Roten Armee
Im Oktober 1935 emigrierte Stern auf Beschluss der KPÖ-Leitung in die Tschechoslowakei. Dort verfasste er noch eine Arbeit über Die Linksopposition in der SPÖ. Im Mai 1936 emigrierte er wieder auf Parteibeschluss hin in die Sowjetunion, die für längere Zeit seine neue Heimat wurde. Stern blieb zunächst nicht lange in der Sowjetunion. Wohnhaft im berühmten Moskauer Hotel Lux arbeitete er als Lektor an der Internationalen Lenin-Schule und war Mitarbeiter der Presseabteilung der Komintern. Nach einer militärischen Grundausbildung wurde er jedoch bald zu den Internationalen Brigaden nach Spanien abgeordnet, in deren Reihen er vom Januar 1937 bis zum April 1938 stand. Nach Moskau zurückgekehrt, wirkte Stern bis Ende 1939 beim Verlag für Internationale Literatur als Redakteur der Klassiker des Marxismus-Leninismus. Im Juni 1940 wurde Stern von der Leiterin der Internationalen Lenin-Schule zum Professor für neuere Geschichte an der Universität Moskau und dem Moskauer Pädagogischen Institut ernannt, an denen er bis zum Oktober 1941 wirkte. Die Habilitationsschrift, eine Arbeit über den Katholizismus der Gegenwart, konnte allerdings bis heute nicht nachgewiesen werden. Kurz nach Beginn des deutschen Überfalls auf die Sowjetunion meldete sich Stern am 7. Juli 1941 freiwillig zur Roten Armee. Bevor er im Oktober 1942 zur kämpfenden Truppe nach Stalingrad kam, verfasste Stern einige Lehrbriefe zur österreichischen Geschichte und zur Geschichte der österreichischen Arbeiterbewegung für die Höhere Parteischule in Kuschnarenkowo. Außerdem beteiligte er sich zusammen mit Johann Koplenig an der Schaffung eines Komitees der österreichischen Freiheitsbewegung. Von Oktober 1942 bis zur Kapitulation der deutschen Truppen am 2. Februar 1943 nahm Stern an der Schlacht von Stalingrad teil. Bis zum Mai 1943 wurde er zur Südwestfront abkommandiert, um danach bis zum September 1944 Sonderaufträge in der Etappe für das Sowjetische Informationsbüro durchzuführen. Stern wurde in dieser Zeit mit der Tapferkeitsmedaille ausgezeichnet und bis zum Oberstleutnant befördert.

### Zurück in Österreich
Ab dem September 1944 stieß Stern wieder zur kämpfenden Truppe und nahm als Angehöriger der 3. Ukrainischen Front unter Armeegeneral Tolbuchin wohl nicht zuletzt wegen seiner Herkunft an der Wiener Operation teil. Entgegen der sowjetischen Linie sprach sich Stern gegen eine Reaktivierung von Karl Renner als Regierungschef aus, dem er als Stabsoffizier der 9. Gardearmee begegnet war. Er sah sich damit auf einer Linie mit führenden Köpfen der KPÖ wie zum Beispiel Koplenig. Als Offizier gehorchte Stern aber den Befehlen, die durch seinen Vorgesetzten, General Sheltow, durchgesetzt wurden und Renner mit der Regierungsbildung beauftragten. Im September 1945 wurde Stern demobilisiert, blieb aber Mitarbeiter der sowjetischen Kontrollkommission. Er setzte sich vehement für eine Vereinigung von SPÖ und KPÖ ein, welche aber von führenden Köpfen der KPÖ wie Fischer politisch nicht gewollt wurde. Ab dem Sommersemester 1946 gab Stern Gastvorlesungen an der Wiener Universität. Bedingt durch Arbeitsüberlastung und eine zunehmende Kriminalisierung seiner Person in Österreich, einhergehend mit antisemitischen Ausfällen und tätlichen Angriffen, beendete Stern seine Vorlesungstätigkeit mit dem Sommersemester 1947 zunächst. Er blieb jedoch Gastprofessor an der Wiener Hochschule für Welthandel und arbeitete an einem Forschungsauftrag der Akademie der Wissenschaften der Sowjetunion. Eine Berufung als Professor nach Halle (Saale) veränderte diese Situation.

### In der DDR
1950 folgte Stern einem Ruf der Landesregierung Sachsen-Anhalt. Mit Wirkung vom 1. März 1950 wurde er zum Professor für neuere Geschichte unter besonderer Berücksichtigung der Arbeiterbewegung an die Martin-Luther-Universität Halle-Wittenberg berufen. Gleichzeitig wurde er Direktor des Instituts für deutsche Geschichte der Martin-Luther-Universität Halle-Wittenberg. Seine KPÖ-Mitgliedschaft wurde in eine SED-Mitgliedschaft umgewandelt. Schon 1951 wurde Stern zunächst Prorektor, zuständig für das gesellschaftswissenschaftliche Grundstudium, vertrat aber ab Ende 1951 den erkrankten Rektor. 1952 wurde er Mitbegründer und Mitherausgeber der Zeitschrift für Geschichtswissenschaft. Schließlich wurde Stern 1953 auf Vorschlag der SED-Bezirksleitung Halle, in welche er 1952 kooptiert wurde, zum Rektor der Martin-Luther-Universität Halle-Wittenberg ernannt, welcher er bis 1959 blieb. Nachdem Stern schon 1952 als ordentliches Mitglied der Akademie der Wissenschaften der DDR vorgeschlagen, dieser Vorschlag jedoch abgelehnt worden war, hatte der Wahlantrag vom 29. Dezember 1954 Erfolg. Am 24. Februar 1955 wurde Stern zum ordentlichen Mitglied der Akademie der Wissenschaften der DDR gewählt. In deren Institut für Geschichte wurde er 1956 Abteilungsleiter. 1959 wurde Stern infolge parteiinterner Konflikte als Rektor abgesetzt sowie 1960 aus der SED-Bezirksleitung entfernt. Als Mitglied des Beirats für Geschichte beim Staatssekretariat für Hochschulwesen der DDR und Mitglied der Akademie der Wissenschaften der DDR blieb Sterns Leben jedoch arbeitsreich. Er war von 1963 bis 1968 Vizepräsident und Vorsitzender der Arbeitsgemeinschaft gesellschaftswissenschaftlicher Institute und Einrichtungen der Akademie der Wissenschaften der DDR. Danach war er bis 1981 Direktor der Forschungsstelle für Akademiegeschichte der Akademie der Wissenschaften. 1982 starb er in Halle als einer der bedeutendsten DDR-Historiker der 1950er Jahre.

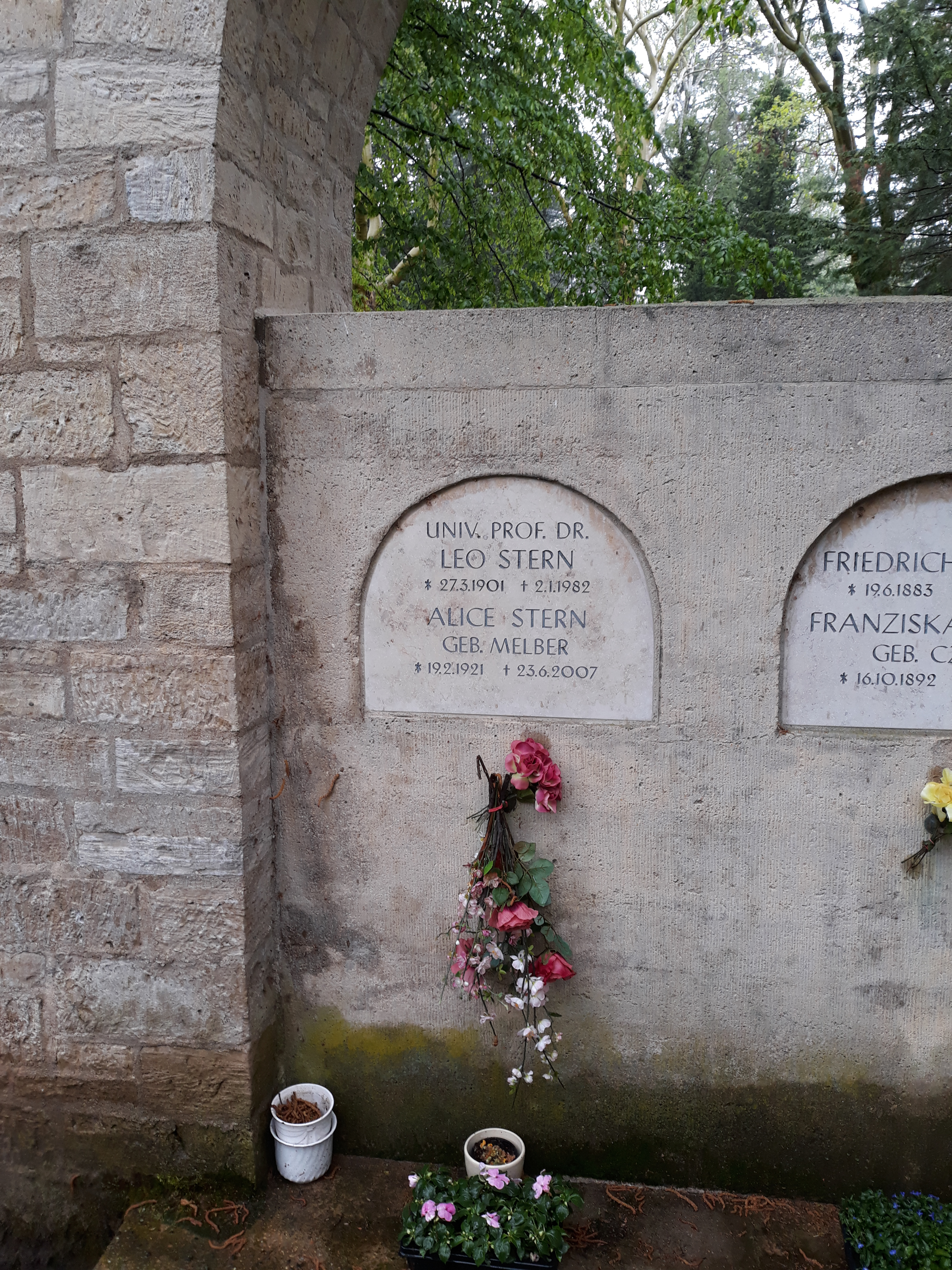
Grab des Historikers Leo Stern und seiner Ehefrau Alice, Halle (Saale), Gertraudenfriedhof.

1952 schuf Conrad Felixmüller ein Gemälde, das Leo Stern mit dem Füllhalter schreibend am Schreibtisch zeigt.

## Orden und Ehrungen
- Orden des Vaterländischen Krieges I. Grades (Sowjetunion)
- Nationalpreis der DDR II. Klasse (1955)
- Dr. h. c. der Martin-Luther-Universität Halle-Wittenberg (1961)
- Dr. h. c. der Universität Bratislava (1965)
- Hervorragender Wissenschaftler des Volkes (1966)
- Karl-Marx-Orden (1971)
- Stern der Völkerfreundschaft (1974)
- Vaterländischer Verdienstorden in Silber (1961) und in Gold (1976)
- Ehrenspange zum Vaterländischen Verdienstorden in Gold (1981)
- Ehrensenator der Martin-Luther-Universität Halle-Wittenberg (1976)
- Benennung der 30. POS in Halle (Saale) in Prof. Dr. Leo Stern Oberschule (1989)